# Brachyunguis suaedus
Brachyunguis suaedus är en insektsart. Brachyunguis suaedus ingår i släktet Brachyunguis och familjen långrörsbladlöss. Inga underarter finns listade i Catalogue of Life.